# Công ty bia Taedonggang

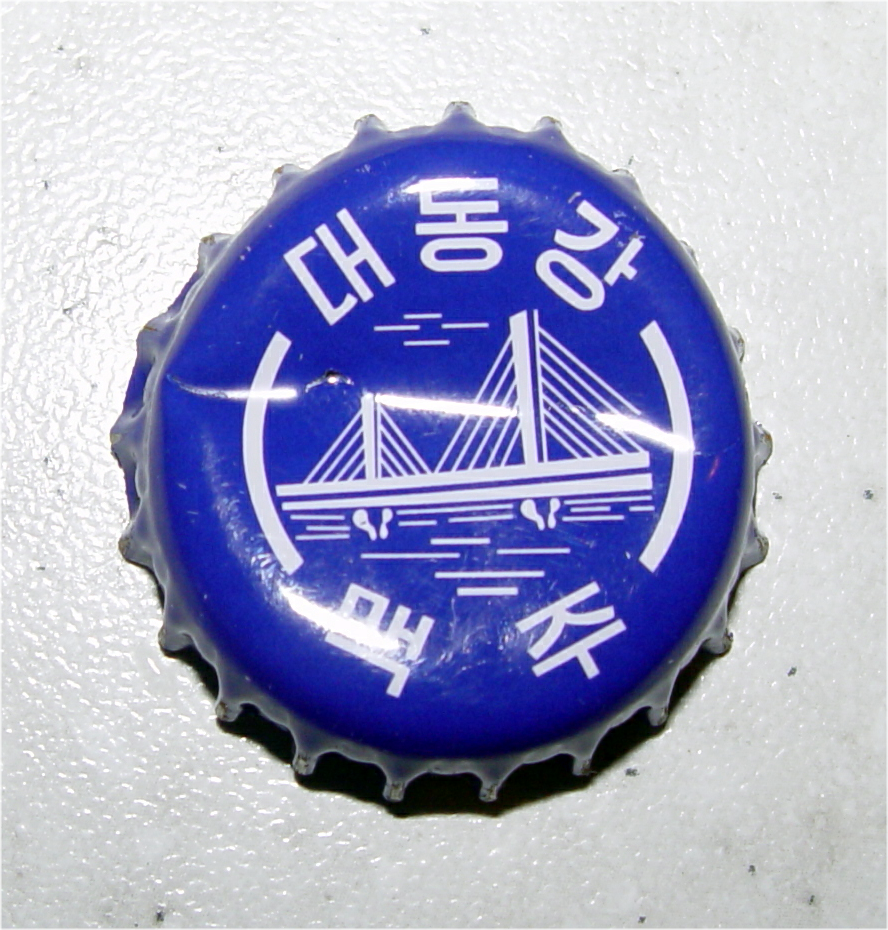
Một nắp chai Taedonggang

Công ty bia Taedonggang (tiếng Hàn: 대동강 맥주; Romaja: Daedonggang Maekju; McCune–Reischauer: Taetonggang Maekchu) là một công ty nhà nước của Bắc Triều Tiên chuyên sản xuất bia, công ty nổi tiếng với thương hiệu bia Taedonggang. Nhà máy bia nằm ở Đông Bình Nhưỡng và có cơ sở rộng hàng chục ngàn mét vuông.

## Lịch sử

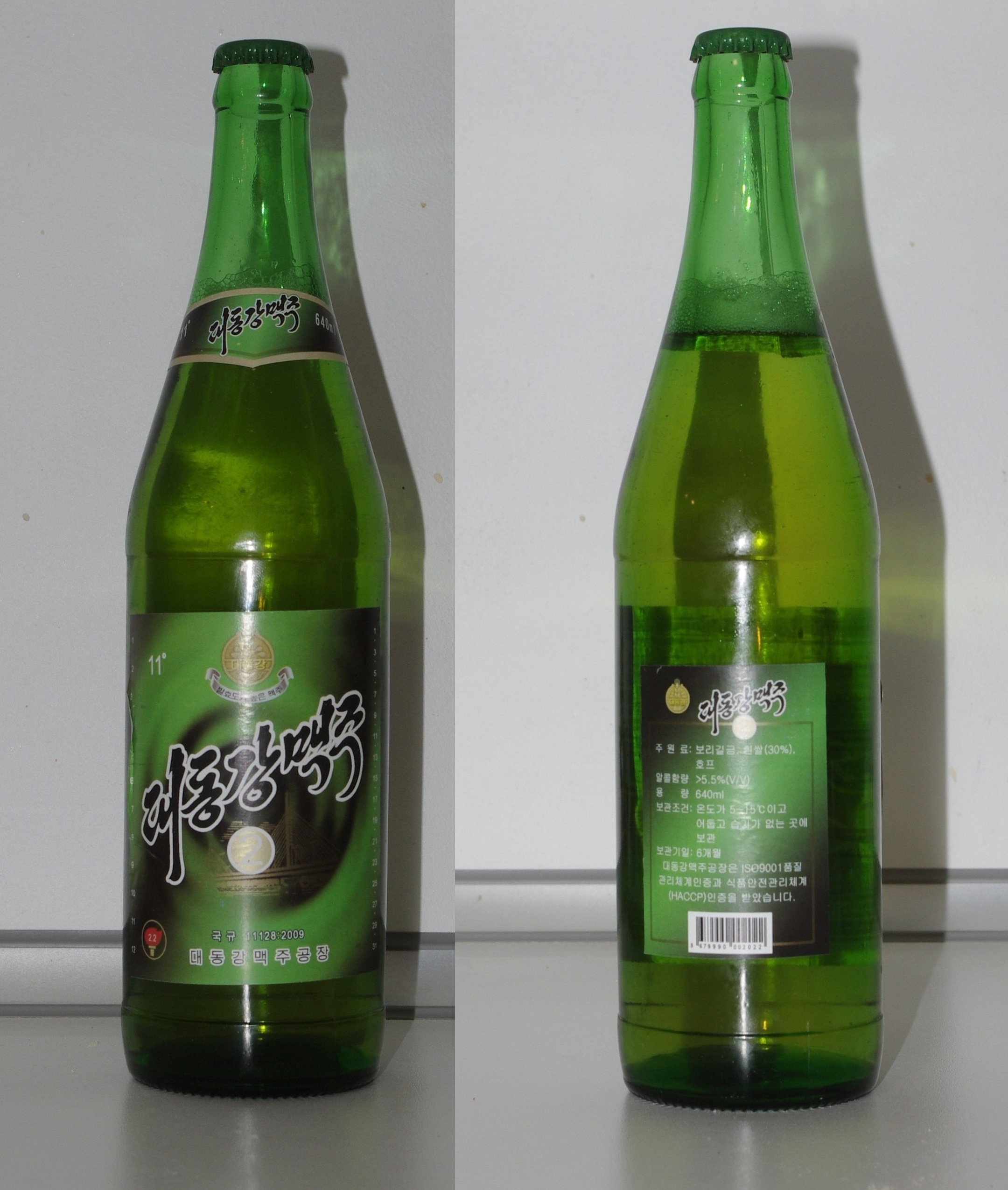
Taedonggang 640ml

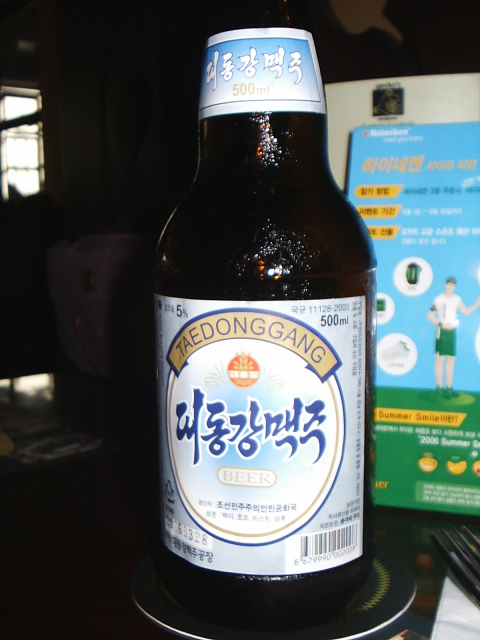
Chai Taedonggang 500ml

Năm 2000, Chính phủ Bắc Triều Tiên đã quyết định mua một nhà máy bia. Vào thời điểm đó họ có mối quan hệ tốt với phương Tây, thông qua kết nối với Đức, Chính phủ Bắc Triều Tiên đã mua nguyên vẹn và vẫn còn tại địa điểm của nhà máy đóng cửa Ushers of Trowbridge, Wiltshire, Anh với giá 1,5 triệu bảng thông qua nhà môi giới Uwe Oehms. Lo ngại nó có thể được sử dụng để sản xuất vũ khí hóa học, sau khi có đảm bảo từ Peter Ward, thuộc công ty sản xuất bia Thomas Hardy Brewing and Packaging đã mua chúng, rồi sắp xếp cho một đội từ Bắc Triều Tiên đến Trowbridge để tháo dỡ nó.
Bia Taedonggang được đặt theo tên của sông Taedong, chảy qua trung tâm Bình Nhưỡng.
Vào ngày 3 tháng 7 năm 2009, một quảng cáo cho sản phẩm đã được phát trên Đài Truyền hình Trung ương Triều Tiên trong một động thái hiếm hoi, vì có rất ít quảng cáo trên truyền hình Bắc Triều Tiên. Nó đã được phát sóng tất cả ba lần.

## Sản phẩm
Công ty bia Taedonggang hầu như được biết đến bên ngoài Bắc Triều Tiên là nhà sản xuất bia của thương hiệu bia Taedonggang, đây là loại bia hàng đầu của công ty. Tuy nhiên, công ty cũng sản xuất một nhãn hiệu bia tươi, một nhãn hiệu bia đen và một nhãn hiệu bia gạo.

## Liên kết
- Ratebeer: Taedonggang Brewery[liên kết hỏng]
- Pyongyang Report: Would you like a Taedonggang Beer?
- "Pyongyang Watch: Beer Leader"  Asia Times articleLưu trữ ngày 14 tháng 4 năm 2012 tại Wayback Machine